# Staryj znakomyj
Staryj znakomyj (Старый знакомый) è un film del 1969 diretto da Igor' Vladimirovič Il'inskij e Arkadjij Nikolaevič Kol'catyj.